# Beňov
Beňov (Duits: Beniow) is een Tsjechische gemeente in de regio Olomouc, en maakt deel uit van het district Přerov.
Beňov telt 651 inwoners (2006).
Bělotín · Beňov · Bezuchov · Bohuslávky · Bochoř · Brodek u Přerova · Buk · Býškovice · Císařov · Citov · Čechy · Čelechovice · Černotín · Dobrčice · Dolní Nětčice · Dolní Těšice · Dolní Újezd · Domaželice · Dřevohostice · Grymov · Hlinsko · Horní Moštěnice · Horní Nětčice · Horní Těšice · Horní Újezd · Hrabůvka · Hradčany · Hranice · Hustopeče nad Bečvou · Jezernice · Jindřichov · Kladníky · Klokočí · Kojetín · Kokory · Křenovice · Křtomil · Lazníčky · Lazníky · Lhota · Lhotka · Lipník nad Bečvou · Lipová · Líšná · Lobodice · Luboměř pod Strážnou · Malhotice · Měrovice nad Hanou · Milenov · Milotice nad Bečvou · Nahošovice · Nelešovice · Oldřichov · Olšovec · Opatovice · Oplocany · Oprostovice · Osek nad Bečvou · Paršovice · Partutovice · Pavlovice u Přerova · Podolí · Polkovice · Polom · Potštát · Prosenice · Provodovice · Přerov · Přestavlky · Radíkov · Radkova Lhota · Radkovy · Radotín · Radslavice · Radvanice · Rakov · Rokytnice · Rouské · Říkovice · Skalička · Soběchleby · Sobíšky · Stará Ves · Stříbrnice · Střítež nad Ludinou · Sušice · Šišma · Špičky · Teplice nad Bečvou · Tovačov · Troubky · Tučín · Turovice · Týn nad Bečvou · Uhřičice · Ústí · Veselíčko · Věžky · Vlkoš · Všechovice · Výkleky · Zábeštní Lhota · Zámrsky · Žákovice · Želatovice